# Lincolnshire Poacher
Lincolnshire Poacher – nazwa radiostacji numerycznej o dużej mocy. Jej nazwa pochodzi od sygnału wywoławczego – dwóch pierwszych taktów angielskiej piosenki ludowej Lincolnshire Poacher. Stacja była prawdopodobnie własnością brytyjskiego Secret Intelligence Service i nadawała z terenu Cypru. Próba amatorskiego namierzenia kierunku nadawania wskazała na stację Royal Air Force w Akrotiri na Cyprze, gdzie istniało kilka anten nadawczych. Sekwencje cyfr czytane były w języku angielskim przez kobiecy głos z syntezatora, przy czym ostatnia cyfra w każdej sekwencji była odczytywana w wyższej tonacji. Przez jakiś czas istniała także stacja „Cherry Ripe” wykorzystująca jako sygnał wywoławczy ten sam motyw muzyczny, nadająca z Australii. Jest ona również łączona z wywiadem brytyjskim. Stacja ta zamilkła w grudniu 2009 roku.

## Przeznaczenie
Przypuszcza się, że audycje radiostacji były skierowane do agentów wywiadu, a możliwe do rozkodowania tylko przy pomocy klucza jednorazowego.

## Program stacji
Stacja istniała pod koniec lat 80. i w latach 90. XX wieku, a nadawanie zakończyła w czerwcu 2008. Nadawała w paśmie fal krótkich o pełnych godzinach od 12 do 22. Wstęp do audycji stanowiło pierwszych 15 nut utworu Lincolnshire Poacher powtórzonych 12 razy, a następnie pięć cyfr kodu identyfikacyjnego powtórzonego sześć razy. Trzon audycji stanowiło dwieście cyfr w sekwencji po pięć. Audycja miała zawsze tę samą długość. Kończyła się melodią Lincolnshire Poacher powtarzaną sześć razy.